# 耶路撒冷 (阿肯色州)
耶路撒冷（英語：Jerusalem）是位於美國阿肯色州康韋縣的一個非建制地區。該地的面積和人口皆未知。

## 地理
耶路撒冷的座標為35°24′17″N 92°49′01″W / 35.40472°N 92.81694°W，而該地的平均海拔高度為232米（即761英尺）。